# Klassisches Quechua

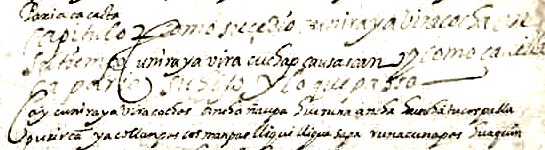
Huarochirí-Manuskript: Dokument in Klassischem Quechua. Cuniraya Viracuchap causascan (Cuniraya Viracuchas Leben): ein s und ein k (c/qu). Im Klassischen Quechua der Doctrina Christiana wäre es cauçascan: ein k, aber ç vs. s. Im Kichwa von Ecuador wäre es ähnlich kawsashka (keine Possessiv-Endung -n): ein k, aber s vs. sh. Im modernen Cusco-Quechua wäre es kawsasqan: k vs. q, aber ein s. Im Zentral-Quechua wäre es kawsashqan: k vs. q, s vs. sh.

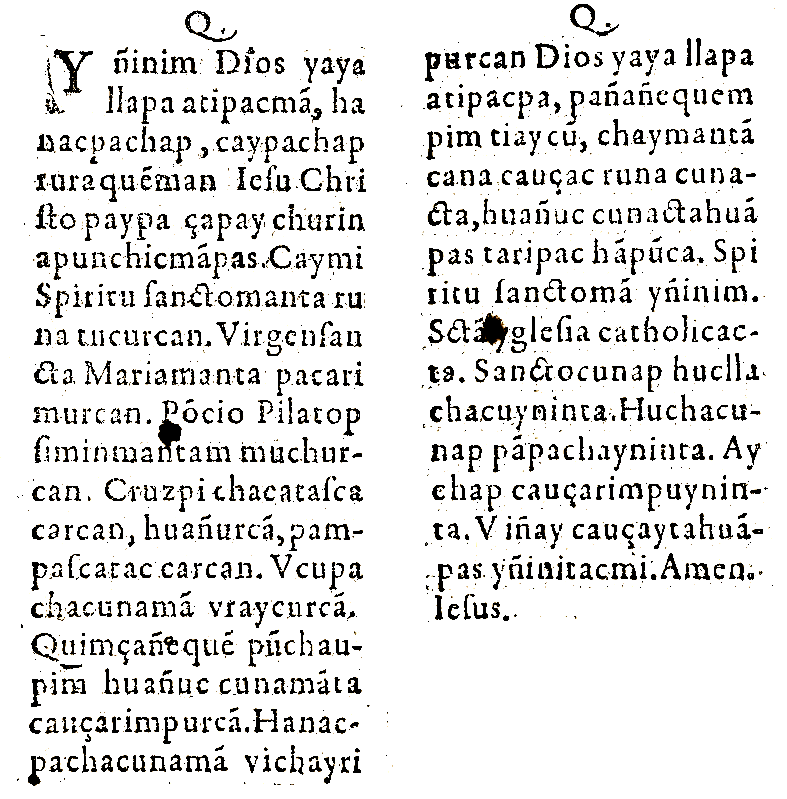
Apostolisches Glaubensbekenntnis (Yñinim) in Doctrina Christiana, Lima 1584, in Klassischem Quechua: Genitiv auf -p (caypachap, Pilatop), Akkusativ auf -cta (runacunacta), "unser (inkl.)" auf -nchic (apunchicmãpas), -m (nicht -n: quimça), ç (çapay) vs. s (chacatasca), ein c/qu (bloß k, nicht k vs. q: carcan, quimçañequẽ), keine Ejektive (pampascatac, pũchaupim, nicht pp-), keine Aspiraten (ucupachacunamã, nicht -cj-)

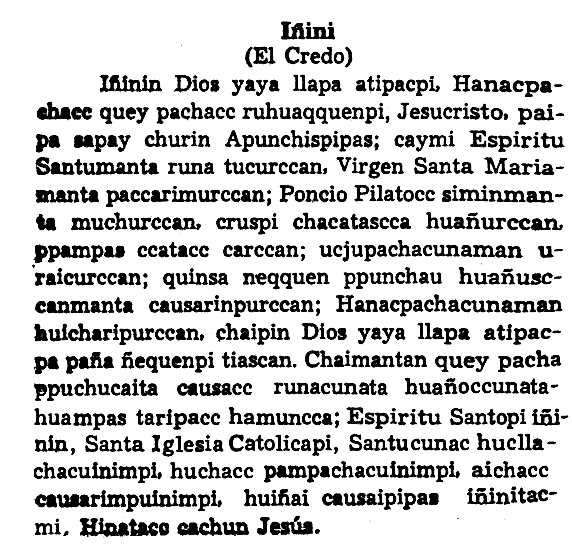
Apostolisches Glaubensbekenntnis (Iñini) in Manual de catecismo quechua 1940, in modernem Cusco-Quechua: Genitiv auf -cc (quey pachacc, Pilatocc), Akkusativ auf -ta (runacunata), "wir (inkl.)" auf -nchis (Apunchispipas), -n (nicht -m: quinsa), kein ç (s dasselbe in sapay und chacatascca), c/qu vs. cc/qqu (k vs. q: carccan, quinsa ñeqquen), Ejektive (ppampasccatacc, ppunchau [heute p'unchay], nicht p-), Aspiraten (ucjupachacunaman, kein -c-), tiascan statt tiachcan (heute tiyashan)

„Klassisches Quechua“ oder „Klassisches Ketschua“ ist die Bezeichnung von SIL International für die Form des Quechua, die von den Inkas bzw. in der Kolonialzeit als Lingua franca (lengua general) verwendet wurde. Laut SIL, welches die Sprache als ausgestorben bezeichnet, lautet der ISO-639-3-Code dieser zum südlichen Quechua gehörenden Sprache qwc. Unter dieser Bezeichnung können jedoch verschiedene Varianten verstanden werden, insbesondere die noch zu Beginn der Kolonialzeit verwendete, vor allem dem Chanka-Quechua ähnelnde „Allgemeine Sprache Perus“ (Lengua general del Perú) sowie die in der Kolonialzeit gesprochene Sprachstufe des Cusco-Quechua, die sich von ersterer insbesondere phonologisch und lexikalisch unterschied.

## Aus der frühen Kolonialzeit belegte Regionalvarianten
Da die Inkas keine Schrift kannten (obwohl dies desto umstrittener ist, denn heutige Forschungen schlagen vor, die Quipus sollen als Schrift gelten, im Falle es bestätigt wird, dass narrative Quipus ein logosyllabisches Gefüge darstellen), gibt es schriftliche Belege des Quechua erst seit Beginn der Kolonialzeit. Geschrieben wurde nach spanischer Rechtschreibung, was den Lautstand des Quechua nur unvollkommen wiedergab. Erkennbar ist aber, dass es bereits damals kein einheitliches Quechua gab: So zeigen die Wörterbücher von Domingo de Santo Tomás, der das Quechua von Lima beschrieb, und Diego González Holguín, der die Variante von Cusco darstellte, im Wesentlichen schon die heute bekannten regionalen Unterschiede.

## Verkehrssprache im Vizekönigreich Peru und ihre Unterschiede zum früheren und zum heutigen Cusco-Quechua
Frühe schriftliche Quellen zeigen, dass die im Vizekönigreich Peru im vormaligen Gebiet des Tawantinsuyu verwendete, auch als „Allgemeine Sprache Perus“ bezeichnete Verkehrssprache, wie wir sie auch im Huarochirí-Manuskript vorfinden, in hohem Maße mit dem heutigen Chanka-Quechua übereinstimmte. Im Gegensatz zum in Cusco gesprochenen, von Fray González beschriebenen Quechua wies die „Allgemeine Sprache“ keine ejektiven und aspirierten Plosive auf. Diese wahrscheinlich aus dem Aymara entlehnten Laute gab es nur in der Region Cusco und weiter südlich, wo sie auch heute noch im Quechua Qusqu-Qullaw vorkommen. In der Kolonialzeit wurden sie allerdings durch Doppelschreibung der Konsonanten wiedergegeben wurden, z. B. ttica für modern t'ika „Blüte“.
Die wichtigsten Unterschiede sowohl der „Allgemeinen Sprache Perus“ als auch des Cusco-Quechua in der Kolonialzeit zu den Mundarten des heutigen Südlichen Quechua sind:
- Es gab eine Unterscheidung zwischen [s] und [š], damals mit "c"/"ç"/"z" bzw. "s" wiedergegeben – heute noch in fast allen Quechua-Regionalvarianten mit Ausnahme des Südlichen Quechua, also im Waywash, Yunkay und Chinchay einschließlich des ecuadorianischen Kichwa, wo es als "s" und "sh" geschrieben wird.
- Die Endung für Akkusativ lautete nach Vokalen -kta (heute noch im Wanka-Quechua), während sie nunmehr durchweg -ta lautet.
- Die Plosive am Silbenende wurden auch in Cusco wie im heutigen Chanka-Quechua gesprochen. Die für das Quechua Qusqu-Qullaw typische Frikativierung der Plosive am Silbenende hatte noch nicht stattgefunden.
- Es gibt keine Hinweise darauf, dass man schon eine narrative Vergangenheit auf Grundlage des Partizips auf -sqa (damals -šqa) kannte. Wie im Huarochirí-Manuskript wurde vielmehr stets die einfache Vergangenheit mit -rqa (in manchen modernen Dialekten -ra) verwendet.

## „Klassisches Quechua“ als Vorläufer heutiger Varianten

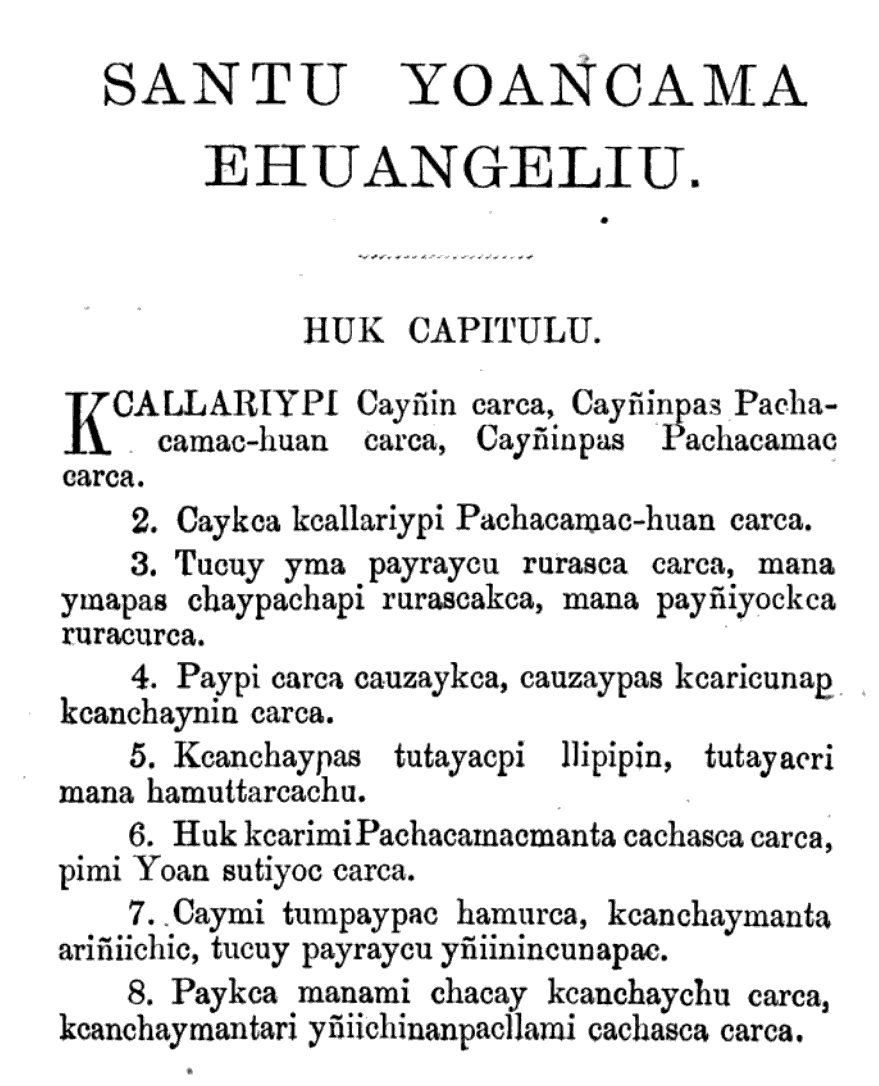
, 1880. Laut Ethnologue (SIL) „klassisches Quechua“, doch starke Abweichungen von Doctrina Christiana und Huarochirí: verschiedene k-Laute (c, kc) ohne klare Zuordnung zu /k/ und /q/, Vergangenheit auf -rca (-rqa) wie in den meisten Quechua-Varianten, jedoch nicht in Klassischem und Cusco-Quechua, wo es -rcan (-rqan) heißt, aber Opposition von z und s.

Die von der spanischen Kolonialmacht zur Kommunikation mit der indigenen Bevölkerung im Vizekönigreich Peru, so auch in der Doctrina Christiana von 1584 und im Huarochirí-Manuskript verwendete „Allgemeine Sprache Perus“ entsprach wahrscheinlich weitgehend der zuvor von den Inka als Verkehrssprache verwendeten Quechua-Variante und unterschied sich somit vom Quechua, wie es in der Inka-Metropole Cusco gesprochen wurde. Dennoch zählt der Ethnologue von SIL International das „klassische“ Cusco-Quechua, wie es vom protestantischen Pastor Gybbon-Spilsbury von der South American Missionary Society in seiner 1880 herausgekommenen Übersetzung des Johannesevangeliums verwendet wurde, als „klassisches Quechua“ [qwc] und nennt 1880 als Datum für die Übersetzung von Teilen der Bibel.
So weit die zur Zeit der Conquista gesprochenen Quechua-Varianten in ihrer Gesamtheit als „Klassisches Quechua“ angesehen werden, so handelt es sich hierbei um frühere Sprachstufen der heutigen Varianten Chanka und Qusqu-Qullaw, mithin um eine Frühform des Südlichen Quechua. Somit lebt das „Klassische Quechua“ als gesprochene Sprache heute in diesen Mundarten weiter. Der von Rodolfo Cerrón Palomino als schriftlicher Standard des Südlichen Quechua als Schriftsprache lehnt sich in der Rechtschreibung fast in Gänze (Ausnahme: [s]/[š] und -ta/-kta) an die alte Aussprache des Cusco-Quechua an. Die „Allgemeine Sprache Perus“, der die ejektiven und aspirierten Plosive fehlten, ähnelt mehr dem Chanka-Quechua, hat aber auch lexikalische Elemente des Chinchay-Quechua (z. B. tamyay statt paray „regnen“, mitikay statt ayqiy „fliehen“).
Der australisch-französische Linguist Gerald Taylor hat einige Texte in der „Allgemeinen Sprache Perus“ aus der Kolonialzeit erforscht und herausgegeben. Für eine Revitalisierung des Quechua schlug er 2016 den Rückgriff auf überlieferte Texte in der „Allgemeinen Sprache Perus“ und somit die Schaffung einer „Modernisierten Allgemeinen Sprache Perus“ vor.

### Werke in der „Allgemeinen Sprache Perus“ (Klassisches Quechua)
- Gerald Taylor: Ritos y tradiciones de Huarochirí. Edición bilingüe Quechua normalizado-castellano. Texto quechua y traducción al castellano. Instituto de Estudios Peruanas, Lima 2008.
- Gerald Taylor: Choque Amaru y otros cuentos nuevos. Siete relatos sobre la extirpación de idolatrías en el Arzobispado de Lima, siglo XVII. Institut français d'études andines (IFEA), Travaux de l'IFEA 329, Lima 2015.
- Doctrina Christiana y Catecismo para instrucción de los Indios, ya de las demás personas, que han de ser enseñadas en nuestra sancta Fé. Con un confessionario, y otras cosas necessarias para los que doctrinan, que se contienen en la pagina siguiente. compuesto por auctoridad del concilio provincial, que se celebró en la Ciudad de los Reyes, el año de 1583. Y por la misma traduzido en las dos lenguas generales, de este Reyno, Quichua, y Aymara. Impresso con licencia de la Real Audiencia, en la Ciudad de los Reyes, por Antonio Ricardo primero Impressor en estos Reynos del Piru. Año de MDLXXXIIII. 1584. (Spanisch, Quechua, Aymara.)